# الاستشهاد في البهائية
يُعرّف الاستشهاد في الديانة البهائية بأنه التضحية بالحياة في سبيل خدمة الإنسانية وابتغاءً لرضا الله. وفي "الكلمات الخفية"، يحث بهاء الله المؤمنين على طلب هذا المقام الروحي السامي، حيث يقول:
"يا ابن الوجود! اطلب موتة الشهادة في سبيلي، راضيًا برضاي [...] إن صبغ شعرك بدمك أعظم في نظري من خلق الكون ونور العالمين. فاجتهد إذن في نيل هذا، أيها العبد!"
ومع ذلك، فقد ثبط بهاء الله، مؤسس الديانة البهائية، المعنى الحرفي للتضحية بالحياة، وقدم بدلاً من ذلك تفسيرًا مفاده أن الاستشهاد هو تكريس النفس لخدمة الإنسانية. أوضح عبد البهاء، ابن بهاء الله والمترجم المعين، أن أصدق أشكال الاستشهاد هو التضحية مدى الحياة لخدمة الإنسانية باسم الله. في حين أن الدين البهائي يعلي من شأن شهدائه، إلا أن الاستشهاد ليس شيئًا يشجع البهائيون على متابعته؛ بل يُحث المرء على تقدير حياته وحمايتها.
في تاريخ الديانة البهائية هناك العديد من الأشخاص الذين يعتبرون شهداء. نشأت الديانة البهائية من دين منفصل، البابية، والتي يراها البهائيون كجزء من تاريخهم. في البابية، كان للاستشهاد معنى حرفي وهو التضحية بالحياة وكان يُنظر إليه على أنه إعلان عام عن الإخلاص والتفاني لله. خلال أربعينيات وخمسينيات القرن التاسع عشر، ادعى الباب أنه يمثل عودة المهدي واكتسب قاعدة قوية من المتابعين. حاول رجال الدين الفرس وقف انتشار الحركة البابية من خلال إدانة البابيين باعتبارهم مرتدين؛ أدت هذه الإدانات إلى إعدامات علنية للبابيين، واشتباكات عسكرية ضد البابيين، ومذبحة واسعة النطاق قُتل فيها الآلاف من البابيين. بالإضافة إلى ذلك، أُعدم الباب نفسه علنًا في عام 1850. وينظر البهائيون إلى البابيين الذين قُتلوا خلال هذه الأوقات على أنهم شهداء، ويعتبر تاريخ إعدام الباب يومًا مقدسًا في التقويم البهائي باعتباره يوم استشهاد الباب . ومن بين عمليات الإعدام البابية أيضًا الشاعرة طاهرة، إحدى تلاميذ الباب الثمانية عشر، والتي يعتبرها البهائيون أول شهيدة من أجل حق المرأة في التصويت.
بعد أن قام بهاء الله بتلخيص معنى الاستشهاد، وإعطائه معنى جديدًا، وإلغاء الحرب المقدسة، توقف البابيون الذين أصبحوا بهائيين عن السعي إلى الاستشهاد كإعلان عام عن الإخلاص.
تبدأ سلسلة مبكرة من الحوادث المرتبطة بالدين في الغرب فيما يتعلق بالاستشهاد في عام 1901. سعت مجموعة صغيرة من النساء إلى التدخل الدبلوماسي في موجة معينة من الاضطهاد. ولكن هذا لم يؤد إلى نتيجة. ومع ذلك، فقد اتخذت لوا جيتسنجر خطوة كبيرة إلى الأمام. وفي شغفها بأن تصبح شهيدة في سبيل الدين مثل الطاهرة، طلبت من صديقتين أن تصلي من أجلها بالصلوات البابية، وطلبت من عبد البهاء أن يستجيب لطلبها نيابة عنها. وكان رد عبد البهاء، بعد إعادة صياغته، هو أن الاستشهاد كان مقامًا رفيعًا يمنحه بهاء الله لمن يختاره، وأن الحقيقة الجسدية المتمثلة في القتل لم تكن هي النقطة، لأنه كان هناك أولئك الذين لم يُقتلوا ولكن أُعتبروا شهداء، وأيضًا أولئك الذين قُتلوا ولكنهم لم يبلغوا مقام الشهيد. كان جوهر الاستشهاد هو الخدمة، وقد قامت "بفضل الله" للخدمة.:pp55-6إن الوثائق مفقودة ولكن بطريقة أو بأخرى جاءت مهمة معينة إلى ذهني. لقد رأى عبد البهاء أن الوقت والمكان والشخص المناسبين لهذه المهمة. في 5 يوليو 1902، حصلت لوا على جواز سفر باسمها في نيويورك. كانت لوا آنذاك فرنسا قبل 28 سبتمبر. كانت هناك لتقديم عريضة إلى مظفر الدين شاه قاجار، حاكم إيران آنذاك، مع مريم هاني، بينما كان في باريس.:pp59-67 لم يُرحب بها على الفور. بدأت لوا وقفات صلاة مطولة حتى يُسمح لها بتقديم التماس شخصيًا. Hippolyte Dreyfus [hippolyte dreyfus-barney] ساعد لوا في ترجمة العريضة إلى الفرنسية، ولكسب جمهور،Kindle:3200، ورفضًا للانزعاج من وزيره الأعظم، التقى لوا أخيرًا بالشاه نفسه مباشرة.:p165كانت العريضة في المقام الأول تدعو إلى حماية البهائيين في بلاد فارس من الاضطهاد الذي كان مستمراً.:pp59-60
"...في قاعة الاستقبال الكبرى بفندق قصر الإليزيه حيث كان كل أفراد الجناح المكون من مائة وخمسين فارسيًا ينتظرون جلالته، تقدمت هذه المرأة الأمريكية، المرأة الوحيدة في هذه المجموعة الكبيرة من الرجال، وسلمت جلالته العريضة التي كتبتها بأمانة. ألقى لوا أيضًا خطابًا مؤثرًا أشار فيه إلى أن هذه القسوة "غير المتحضرة" تُلحق العار بفارس، وأنه لو دقق الملالي في تاريخ الإسلام، "لأدركوا سريعًا أن سفك الدماء ليس وسيلةً لإبطال كل حركة دينية، بل هو سببٌ لنشرها". ثم روى لوا للرجال المجتمعين قصةً مفجعة عن امرأة قُتل زوجها وشقيقها وابنها البالغ من العمر أحد عشر عامًا بوحشية على أيدي الغوغاء، وعندما "ألقت بنفسها على جثثهم الممزقة"، "تعرضت للضرب حتى فقدت الإحساس". سألت لوا الشاه، "... هل من العدل من جانب جلالتكم السماح لمثل هذه الجرائم الشنيعة بالمرور دون عقاب؟"... من أجل العدالة، وخاصة بالنسبة للنساء، تقدمت [لوا] بجرأة لتقف وحدها في مجموعة من الرجال ضد أرثوذكسية الملالي والدولة، ... التي تعتبر قليلة الأهمية، وعلاوة على ذلك، امرأة غربية، مشتبه بها أخلاقياً في نظر الذكور الشرقيين...، وتعتبر "نجسة" من الناحية الطقسية من قبل المسلمين، والأسوأ من ذلك، أنها بهائية، مشوهة في بلاد فارس... اعتمد فقط على الكلمات، ... "أمومتها"، سحرها الذي لا يقاوم، ومواهبها الرائعة كمعلمة، وشخصيتها القوية وشخصيتها الفريدة... " :pp165-6وافق الشاه على التدخل نيابة عن البهائيين على الرغم من أن الظروف في إيران لم تهدأ إلا بعد بضع سنوات.
استمر اضطهاد البهائيين في البلدان ذات الأغلبية المسلمة، مثل المغرب في عامي 1962 و1963 وخاصة في إيران حيث أُعدم أكثر من 200 بهائي بين عامي 1978 و1998. وبما أن الديانة البهائية لا يوجد بها رجال دين، فإن أتباعها يختارون جمعية روحية، على المستوى المحلي أو الوطني، لإدارة شؤون المجتمع. في أعقاب الثورة الإيرانية عام 1979، أعدمت السلطات الإيرانية ثلاثة جمعيات روحية وطنية متتالية: جميع الأعضاء التسعة، بالإضافة إلى اثنين من الموظفين، في عام 1980؛ وثمانية من الأعضاء التسعة البدلاء، في عام 1981؛ وسبعة من الأعضاء التسعة البدلاء التاليين، بين عامي 1984 و1987. وتعتبر مثل هذه الوفيات أيضًا استشهادًا. منى محمود نجاد، إحدى الشهداء، هي موضوع مسرحية مارك بيري "فستان لمونا" وأغنية دوج كاميرون "منى مع الأطفال".